# San Giovanni Valdarno
San Giovanni Valdarno é uma comuna italiana da região da Toscana, província de Arezzo, com cerca de 17 045 habitantes. Estende-se por uma área de 21,39 km², tendo uma densidade populacional de hab/km². Faz fronteira com Castelfranco di Sopra, Cavriglia, Figline Valdarno (FI), Montevarchi, Terranuova Bracciolini.
Aqui nasceu o pintor e arquiteto Nicolau Nasoni que tem grande parte da sua obra na cidade do Porto, onde faleceu.

## Demografia
| Variação demográfica do município entre 1861 e 2011                               |
|                                                                                   |
| Fonte: Istituto Nazionale di Statistica (ISTAT) - Elaboração gráfica da Wikipedia |